# 吾妻一興
吾妻 一興（あづま かずおき、1939年 - ）は、日本の数学者。宮城教育大学教育学部教授。マルチンゲールなどを用いた実解析学を研究した。1967年の吾妻の不等式（確率論）で知られる人物である。この不等式は本来、局所劣ガウス過程の研究に使用されたが、現在ではマルチンゲールの評価式を与える場合などに使用されている。
2019年瑞宝中綬章受章。